# مات كاتز
مات كاتز (بالإنجليزية: Matt Katz)‏ هو صحفي أمريكي، ولد في 4 يوليو 1978.